# 宿利正史
宿利 正史（しゅくり まさふみ、1951年9月29日 - ）は、日本の国土交通官僚。国土交通省総合政策局長や、国土交通省大臣官房長、国土交通審議官、国土交通事務次官等を歴任した。

## 人物・経歴
山口県下関市生まれ。福岡県福岡市及び大分県別府市出身。大分県立大分上野丘高等学校を経て、1974年東京大学法学部卒業、運輸省入省。
1979年運輸省東京陸運局総務部企画課。
1980年内閣官房交通安全対策室総合調整第1担当主査。
1981年内閣官房交通安全対策室総合調整第1担当参事官補。
1982年運輸省大臣官房環境課海洋汚染対策室長。
1983年運輸省大臣官房人事課（外務研修）。
1984年外務省在インドネシア日本国大使館一等書記官。
1987年運輸省大臣官房文書課補佐官。
1989年運輸省大臣官房文書課専門官（運輸大臣秘書官事務取扱）。同年運輸省地域交通局総務課補佐官。
1990年運輸省中部運輸局企画部長。
1991年内閣法制局参事官（第四部）。
1995年運輸省鉄道局業務課長。
1997年運輸省運輸政策局地域計画課長。
1999年運輸省海上技術安全局総務課長。
2000年運輸省大臣官房人事課長。
2001年国土交通省大臣官房人事課長。同年国土交通省大臣官房審議官（航空局）。
2002年国土交通省航空局監理部長。
2003年国土交通省航空局次長。
2004年国土交通省大臣官房総括審議官。
2005年国土交通省自動車交通局長。
2006年国土交通省総合政策局長。
2007年国土交通省大臣官房長。
2008年国土交通審議官。
2011年国土交通事務次官。
2013年東京大学公共政策大学院客員教授（交通政策）。
2014年一般社団法人国際高速鉄道協会理事長。
2018年一般財団法人運輸総合研究所会長、一般財団法人港湾近代化促進協議会会長。2021年公益財団法人日本海事センター会長。

## 不祥事
内閣府の再就職等監視委員会が宿利が元職員の財団法人への再就職を口利きしたとして国家公務員法違反と認定していたことが2013年3月までに分かった。
監視委によると、2011年2月、国土交通審議官だった宿利は所管する財団法人の海技振興センター理事長に同センター常務理事が近く退任するかどうかを問い合わせ、国交省の元職員が職探しをしているとの情報を理事長に伝えた。11年3月には、社団法人の日本民営鉄道協会理事長に退任を促した。監視委はこれらの行為が国家公務員法106条に違反すると判断した。